# Ben Burgess
Benjamin Kieron Burgess (*Buxton, Inglaterra, 9 de noviembre de 1981), exfutbolista irlandés. Jugó de delantero y su último equipo fue el Tranmere Rovers.

## Selección nacional
Fue internacional con la Selección de fútbol de Irlanda Sub-21.

## Clubes
| Club             | País       | Año       |
| ---------------- | ---------- | --------- |
| Blackburn Rovers | Inglaterra | 2000      |
| Northern Spirit  | Australia  | 2000-2001 |
| Brentford FC     | Inglaterra | 2001-2002 |
| Stockport County | Inglaterra | 2002-2003 |
| Oldham Athletic  | Inglaterra | 2003      |
| Hull City        | Inglaterra | 2003-2006 |
| Blackpool FC     | Inglaterra | 2006-2010 |
| Notts County     | Inglaterra | 2010-2012 |
| Cheltenham Town  | Inglaterra | 2012      |
| Tranmere Rovers  | Inglaterra | 2012      |